# Transgén
Un transgén es un gen o un material genético que ha sido transferido de un organismo a otro, ya sea de forma natural, o artificial.
Se usa el término transgén para describir un segmento de ADN que contiene una secuencia del gen que se ha aislado de un organismo y se introduce en un organismo diferente. Este segmento no nativo de ADN puede, o bien mantener la capacidad de producir ARN o proteína en el organismo transgénico o alterar la función normal del código genético del organismo transgénico. En general, el ADN se incorpora en un organismo de línea germinal (en terapia genética también el los de línea somática). Por ejemplo, en los vertebrados superiores esto se puede lograr mediante la inyección del ADN foráneo en el núcleo de un óvulo fertilizado. Esta técnica se utiliza habitualmente para introducir genes de enfermedades humanas u otros genes de interés en cepas de ratones de laboratorio para estudiar la función o la patología involucrada con ese gen particular.
La construcción de un transgén requiere el montaje de un par de partes principales. El transgén debe contener un promotor, que es una secuencia reguladora que determinara dónde y cuándo el transgén se activará, un exón, una secuencia codificadora de proteínas (generalmente derivado del cADN de la proteína de interés), y una secuencia de parada. Estos se combinan típicamente en un plásmido bacteriano y las secuencias de codificación se eligen típicamente de transgenes con funciones previamente conocidos.
Los transgénicos u organismos modificados genéticamente, ya sean bacterias, virus u hongos, sirven para múltiples propósitos. Las plantas transgénicas, insectos, peces y mamíferos ya han sido criados. Las plantas transgénicas como el maíz y la soja han sustituido a las cepas silvestres en la agricultura de algunos países (por ejemplo, los Estados Unidos). El escape de transgenes se ha documentado para los cultivos transgénicos desde 2001 con persistencia e invasividad. Los organismos transgénicos plantean cuestiones éticas y causan problemas de bioseguridad.

## Historia
La idea de dar forma a un organismo para adaptarse a una necesidad específica es una ciencia ancestral; la cría selectiva de animales y plantas se inició antes que la historia la registrara. Sin embargo, hasta finales de 1900 los agricultores y científicos solo podían producir nuevas cepas de una planta u organismo solo de especies estrechamente relacionadas, ya que el ADN tenía que ser compatible para que la descendencia sea capaz de reproducir otra generación.
En los años 1970 y 1980, los científicos superaron este obstáculo mediante la invención de procedimientos para combinar el ADN de dos especies muy diferentes valiéndose de la ingeniería genética. Los organismos producidos por estos procedimientos se denominarion como transgénicos.
En 1978, las levaduras fueron los primeros organismos en someterse a la transferencia de genes. Las células de ratón se transformaron por primera vez en 1979, seguido de embriones de ratón en 1980. La mayor parte de las primeras transmutaciones fueron realizadas por la microinyección de ADN directamente en las células. Los científicos fueron capaces de desarrollar otros métodos para llevar a cabo las transformaciones, como la incorporación de transgenes en los retrovirus que luego infecten las células, el uso de la electroinfusión, que se aprovecha de una corriente eléctrica para pasar ADN foráneo a través de la pared celular, la biobalística que es el procedimiento de disparar “balas” de ADN en las células, y también el ingreso de DNA (delivering DNA) en el huevo que acaba de ser fertilizado.
Los primeros animales transgénicos solamente estaban destinados a la investigación genética para estudiar la función específica de un gen, para 2003 ya se habían estudiado miles de genes.

## Uso en plantas
Una variedad de plantas transgénicas han sido diseñadas para la agricultura con la intención de producir cultivos modificados genéticamente, como el maíz, la soja, el aceite de colza, algodón, arroz y mucho más. A partir de 2012, estos cultivos transgénicos se plantaron en 170 millones de hectáreas a nivel mundial.

### El arroz dorado
Un ejemplo de una especie de plantas transgénicas es el arroz dorado. En 1997, cinco millones de niños en el sudeste asiático desarrollaron xeroftalmia, una condición médica causada por la carencia de vitamina A. De estos los niños, un cuarto de millón se quedó ciego. Para combatir esto, los científicos utilizaron la biobalística para insertar el gen fitoeno sintasa del narciso en los arroces cultivables indígenas de Asia. [5] La inserción de este gen del narciso aumentó la producción de ß-caroteno. El producto era una especie de arroz transgénico rico en vitamina A, llamado arroz dorado. Poco se sabe sobre el impacto de arroz dorado en la xeroftalmia debido a las campañas anti-OGM que han impedido la liberación comercial del arroz dorado en los sistemas agrícolas en necesidad.

### Escape de transgenes
El escape de genes modificados genéticamente de plantas a través de la hibridación con sus parientes silvestres fue discutido y examinado primero en México y en Europa a mediados de la década de 1990. Hay acuerdo en que el escape de transgenes es inevitable, incluso que está sucediendo. Hasta 2008 hubo pocos casos documentados.

#### Maíz
En el año 2000 en una muestra de maíz de la Sierra Juárez, Oaxaca, México contenía un promotor 35S transgénico, mientras que una gran muestra tomada por un método diferente de la misma región en 2003 y 2004 no lo hizo. Una muestra de otra región a partir de 2002 tampoco lo hizo, pero muestras tomadas directamente lo tenían en 2004 lo que sugiere la persistencia de transgenes o reintroducción. Un estudio de 2009 encontró proteínas recombinantes en 3,1% y 1,8% de las muestras, con mayor frecuencia en el sureste de México. Importación de semillas y granos de los Estados Unidos podrían explicar la frecuencia y distribución de los transgenes en el centro-oeste de México, pero no en el sureste. Además, el 5,0% de los lotes de semillas de maíz en las existencias de maíz mexicanos tenía proteínas recombinantes a pesar de la moratoria a los cultivos transgénicos.

#### Algodón
En 2011, el algodón transgénico fue encontrado en México entre algodón silvestre, después de 15 años de cultivo de algodón genéticamente modificado

#### Semilla de la colza (Canola)
Organismos transgénicos de la oleaginosa canola Brassica napus, se hibridaron con especies nativas japonesas Brassica rapa, esto se encontró en Japón en 2011 antes, fue identificado en el 2006 en Quebec, Canadá. Ellos fueron persistentes durante un período de estudio de 6 años, sin la presión de la selección por los herbicidas, a pesar de la hibridación con la forma salvaje. Este fue el primer informe de la introgresión -la incorporación estable de los genes de un grupo de genes en otro de un transgén de resistencia a los herbicidas de Brassica napus en el acervo genético forma silvestre.

#### Agrostis stolonifera
Transgénicos de Agrostis stolonifera, diseñadas para ser tolerantes al glifosato como la primera polinizada por el viento y herbácea no alimentaria modificada genéticamente, fueron plantadas en el 2003 como parte de un ensayo de campo (en aproximadamente 160 ha) en el centro de Oregón, cerca de Madras , Oregón. En 2004, se encontró que su polen que había llegado a las poblaciones de Agrostis salvajes ubicadas hasta a 14 kilómetros de distancia. La polinización cruzada con Agrostis gigantea se encontró, incluso, a una distancia de 21 kilómetros. La Scotts Company no podría eliminar todas las plantas genéticamente modificadas por lo que en 2007, el Departamento de Agricultura de Estados Unidos multó a la Scotts Company con $ 500.000 por incumplimiento de la normativa en 2007.

#### La evaluación de riesgos
El seguimiento a largo plazo y el control de un transgén en particular, ha demostrado no ser factible. La Autoridad Europea de Seguridad Alimentaria publicó una guía para la evaluación de riesgos en 2010.

## Uso en ratones
Los ratones genéticamente modificados son el modelo animal más común para la investigación transgénica. Los ratones transgénicos se están utilizando actualmente para estudiar una variedad de enfermedades incluyendo el cáncer, la obesidad, enfermedades del corazón, artritis, ansiedad y la enfermedad de Parkinson. Los dos más tipos comunes de ratones genéticamente modificados son los ratones knockout y los oncoratones. Los ratones knockout son un tipo de modelo de ratón en el que se utiliza la inserción transgénica para alterar la expresión de un gen existente. Con el fin de crear ratones knockout, un transgén con la secuencia deseada se inserta en un blastocito de ratón usando electroporación. Entonces, la recombinación homóloga se produce naturalmente dentro de algunas células, reemplazando el gen de interés con el transgén diseñado. A través de este proceso, los investigadores fueron capaces de demostrar que un transgén puede integrarse en el genoma de un animal, cumplir una función específica dentro de la célula, y transmitirse a las generaciones futuras.
Los oncoratones son otra especie de ratones modificados genéticamente creados mediante la inserción de transgenes que aumentan la vulnerabilidad del animal para el cáncer. Los investigadores del cáncer utilizan los oncoratones para estudiar los perfiles de los diferentes tipos de cáncer con el fin de aplicar este conocimiento a los estudios en humanos.

## Uso enDrosophila
Múltiples estudios se han llevado a cabo en relación con la transgénesis en la Drosophila melanogaster, la mosca de la fruta. Este organismo ha sido un modelo genético de ayuda para más de 100 años, debido a su patrón de desarrollo bien entendido. La transferencia de transgenes en el genoma de la Drosophila se ha realizado utilizando varias técnicas, incluyendo la inserción del elemento P, Cre-loxP, y ΦC31.
El método más practicado utilizado hasta ahora para insertar transgenes en la Drosophila genoma utiliza elementos P. Los elementos transponibles P, también conocidos como transposones, son segmentos de ADN bacteriano que se translocan en el genoma, sin la presencia de una secuencia complementaria en el genoma del huésped. Los elementos P se administran en pares de dos, que flanquean la región de interés del ADN insertado. Además, los elementos P a menudo constan de dos componentes, uno es un plásmido conocido como el elemento P transposasa y la otra, como el transposon P “backbone”. La porción del plásmido transposasa impulsa la transposición del transposon P, que contiene el transgén de interés y, a menudo un marcador, entre los dos sitios terminales del transposón. El éxito de esta inserción resulta en la adición no reversible del transgén de interés en el genoma. Si bien este método ha demostrado ser eficaz, los sitios de inserción de los elementos de P son a menudo incontrolables, lo cual puede resultar en una inserción desfavorable del transgén en el genoma de Drosophila.
Para mejorar la localización y la precisión del proceso transgénico, se introdujo una enzima conocida como Cre. Cre ha demostrado ser un elemento clave en un proceso conocido como “intercambio mediado por la recombinación de un gen cassette” (RMCE). Si bien se ha demostrado que tienen una menor eficiencia en la transformación transgénica que las transposasas del elemento P, Cre disminuye en gran medida los requerimientos del proceso al aumentando las inserciones P aleatorias. Cre ayuda en la transgénesis dirigida del segmento del gen de ADN de interés, ya que es compatible con el mapeo de los sitios de inserción de los transgenes, conocidos como sitios loxP. Estos sitios, a diferencia de los elementos P, se pueden insertar específicamente para flanquear un segmento cromosómico de interés, ayudando en la transgénesis dirigida. La transposasa Cre es importante en la escisión catalítica de los pares de bases presentes en los sitios loxP cuidadosamente colocados, lo que permite inserciones más específicas del plásmido transgénico de interés.
Para superar las limitaciones y los bajos rendimientos que los métodos de transformación de transposón mediada por Cre-loxP, el bacteriófago ΦC31 recientemente se ha utilizado. Estudios recientes de vanguardia implican la microinyección de la integrasa ΦC31 del bacteriófago, muestra una mejor inserción del transgén de fragmentos de ADN de gran tamaño que no pueden ser incorporadas por los elementos P por sí solos. Este método implica la recombinación entre un sitio de unión (attP) en el fago y un sitio de unión en el genoma del huésped bacteriano (attB). Comparado con los métodos habituales de inserción del transgén elemento P, ΦC31 integra todo el transgén vector, incluyendo secuencias bacterianas y genes de resistencia a antibióticos. Desafortunadamente, la presencia de estas inserciones adicionales se ha encontrado que pueden afectar el nivel y la reproducibilidad de la expresión del transgen.

## Potencial futuro
El estudio de la aplicación de transgenes es un área de rápido crecimiento de la biología molecular. De hecho, se prevé que en las próximas dos décadas, se generarán 300 000 líneas de ratones transgénicos. Los investigadores han identificado muchas aplicaciones para los transgenes, especialmente en el campo de la medicina. Los científicos están centrando en el uso de transgenes para estudiar la función del genoma humano con el fin de comprender mejor las enfermedades, la adaptación de órganos de animales para el trasplante en seres humanos, y la producción de productos farmacéuticos tales como la insulina, la hormona del crecimiento, y los factores de coagulación de la sangre en la leche de vacas transgénicas.
Actualmente hay cinco mil enfermedades genéticas conocidas, y el potencial para el tratamiento de estas enfermedades utilizando animales transgénicos es, quizás, una de las aplicaciones más prometedoras de los transgenes. Hay un potencial para el uso humano de la terapia génica para reemplazar un gen mutado con una copia no mutada de un transgén con el fin de tratar el trastorno genético. Esto se puede hacerse mediante el uso de Cre-Lox o knockout. Por otra parte, los trastornos genéticos están siendo estudiados mediante el uso de animales transgénicos como ratones, cerdos, conejos y ratas. Más recientemente, los científicos también han comenzado a utilizar cabras transgénicas para estudiar trastornos genéticos relacionados con la fertilidad.
Los transgenes pueden ser utilizados para el xenotrasplante de órganos de cerdo. A través del estudio de rechazo del xeno-órgano, se encontró que un rechazo agudo del órgano trasplantado ocurre en los órganos al contacto con la sangre del receptor debido al reconocimiento, por parte de los anticuerpos, de antígenos foráneos en las células endoteliales del órgano trasplantado. Los científicos han identificado el antígeno en los cerdos que causa esta reacción, y por lo tanto son capaces de trasplantar el órgano sin rechazo inmediato por la eliminación del antígeno. Sin embargo, el antígeno empieza a ser expresado más adelante, por lo que el rechazo. Por lo tanto, se lleva a cabo más investigaciones.
Los transgenes están siendo utilizados para fábrica para producir bienes tales como la leche con altos niveles de proteínas, la seda de la leche de cabras, y los microorganismos que son capaces de producir proteínas que contienen enzimas que aumentan la velocidad de las reacciones industriales. Aplicaciones agrícolas pretenden criar selectivamente rasgos de animales y animales particulares que son resistentes a las enfermedades.

## Controversia ética
Uso del transgén en los seres humanos es actualmente plagado de problemas. La transformación de genes en células humanas no se ha perfeccionado aún. El ejemplo más famoso de esto implicaba a ciertos pacientes que desarrollan leucemia de células T después de haber sido tratado por inmunodeficiencia combinada grave ligada al cromosoma X (X-SCID). Esto se atribuyó a la proximidad del gen insertado con la secuencia promotora del gen LMO2, que controla la transcripción del protooncogén LMO2.
Al igual que la mayoría de las formas de la ingeniería genética, el uso de transgenes con fines distintos que el corregir anomalías genéticas que amenazan la vida es un tema bioético importante, debido a las implicancias sociológicas que esto acarrea.